# Dème de Serrès
Le dème de Serrès, en grec moderne : Δήμος Σερρών / Dímos Serrón, est un dème du district régional de Serrès , en Macédoine-Centrale, Grèce. Le dème actuel résulte de la fusion, en 2010, des anciens dèmes d'Áno Vrondoú, de Lefkónas, de Mitroúsi, d'Oriní, de Serrès et de Skoútari.
Sa superficie est de 600,479 km2. Selon le recensement de 2011, la population du dème compte 76 817 habitants, tandis que celle de la ville de Serrès s'élève à 58 287 habitants.
Le siège du dème est la ville de Serrès qui est également le siège du district régional de Serrès.